# Paro (Martap)
Paro  est un village de la commune de Martap située dans la région de l'Adamaoua  dans le département de la Vina au Cameroun.

## Population
Lors du recensement de 2005, 147 personnes y ont été dénombrées dont 71 de sexe masculin et 76 de sexe féminin.